# Kaiserliche Marine
La Kaiserliche Marine o Marina imperiale fu la marina militare creata alla formazione dell'Impero tedesco. Fu schierata tra il 1871 e il 1919, derivando dall'unificazione fra la marina prussiana (Königlich Preußische Marine) e la Norddeutsche Bundesmarine, la marina della Confederazione Tedesca del Nord. Il Kaiser Guglielmo II diede grande impulso all'arma navale, causando di fatto una corsa agli armamenti fra l'Impero e il Regno Unito.
Sebbene imbattuta, la flotta della Marina imperiale fu in gran parte distrutta nel 1919 da parte dei suoi stessi ufficiali nel braccio di mare britannico di Scapa Flow, dove aveva dovuto consegnarsi in seguito alla fine della prima guerra mondiale, scegliendo di autoaffondarsi.
Le unità principali della Kaiserliche Marine erano denominate premettendo la sigla SMS, a significare Seiner Majestät Schiff (Nave di Sua Maestà).
La Kaiserliche Marine inflisse la prima importante sconfitta navale alla Royal Navy in oltre cento anni, nella battaglia di Coronel, conseguendo inoltre una chiara vittoria tattica alla battaglia dello Jutland dove inflisse al nemico perdite maggiori di quelle subite; secondo una visione corrente la Hochseeflotte dopo quella battaglia non lasciò più i propri porti: in realtà condusse in seguito svariate azioni, che non portarono però al confronto diretto con la flotta d'alto mare britannica.
La Kaiserliche Marine fu la prima marina militare a impiegare con successo il sommergibile su vasta scala (furono commissionati 375 mezzi prima della fine della guerra), e impiegò anche gli Zeppelin. Non raggiunse mai il numero di unità schierato dalla Royal Navy, ma ebbe in dotazione i migliori proiettili e il miglior propellente per gran parte del conflitto.
La marina militare tedesca, dopo un periodo di forti limitazioni imposte dal trattato di Versailles, rinacque nel 1935 con il nome di Kriegsmarine.

## Storia

### Dal 1871 al 1890
L'Ammiragliato imperiale fu istituito il 1º febbraio 1872; il primo capo fu il General der Infanterie Albrecht von Stosch, mentre il Kaiser ne deteneva il comando supremo.
Inizialmente il compito principale della marina imperiale fu la protezione delle coste e delle rotte commerciali, ma ben presto ebbe anche basi all'estero. Nel 1886 la flotta era costituita da 25 unità corazzate (delle quali una era in legno e una in acciaio), 9 cannoniere, 11 fregate, 10 corvette, 3 avvisi e 2 arieti torpedinieri. Negli anni novanta prese parte alla fondazione delle colonie in Africa (Togo, Camerun, Tanganica e Namibia), Asia (concessioni commerciali in Cina) e Oceania (una parte della Nuova Guinea e le l'arcipelago di Bismarck). Kiel sul mar Baltico e Wilhelmshaven sul Mare del Nord furono le sue basi principali.

### Dal 1890 al 1914

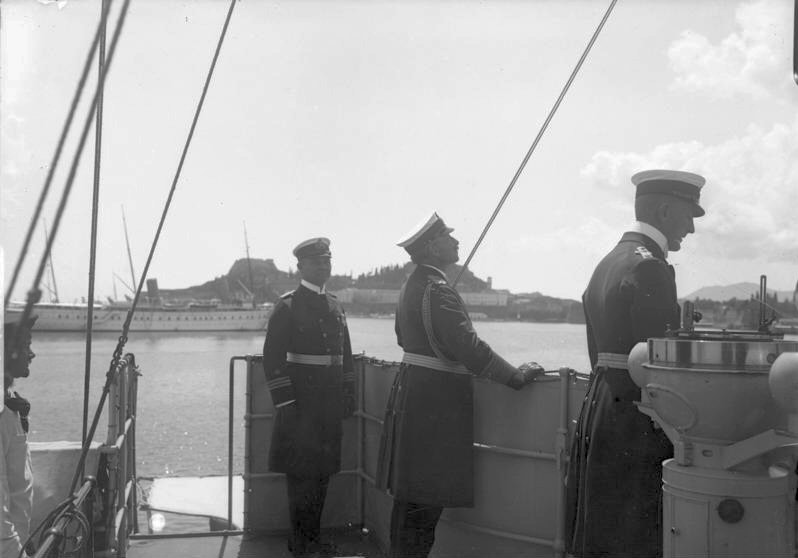
il Kaiser Guglielmo II a bordo dell'incrociatore leggero SMS Geier nel 1894

Col sostegno di Guglielmo II, nel 1897 il nuovo Ministro della Marina, l'ammiraglio Alfred von Tirpitz, in seguito comandante della Marina, diede inizio alla costruzione di una grande e moderna flotta, dotata di navi da battaglia e sottomarini. Nel 1905 infatti le navi corazzate salirono a 37 (cinque delle quali però obsolete) e le unità secondarie a 52, di cui 16 adibite a nave-scuola, per un totale di 13.106 militari.
Il nerbo della flotta fu costituito dalla Hochseeflotte (la flotta d'alto mare) e dagli U-Boot.

### Prima guerra mondiale
Le maggiori battaglie combattute dalla Marina imperiale tedesca furono:
- battaglia di Helgoland (contrammiraglio Leberecht Maass)
- battaglia di Coronel (viceammiraglio Maximilian von Spee)
- battaglia delle Falkland (viceammiraglio Maximilian von Spee)
- battaglia di Dogger Bank (viceammiraglio Franz von Hipper)
- battaglia dello Jutland (viceammiraglio Reinhard Scheer - viceammiraglio Franz von Hipper)
- battaglia dell'Atlantico (1914-1918) - guerra sottomarina

Scontri minori comprendono la guerra di corsa condotta dalla SMS Emden, dalla SMS Königsberg, e dalla SMS Seeadler.
Dopo la fine della guerra, la maggioranza delle più moderne navi della Marina imperiale (74 unità) fu internata a Scapa Flow, dove l'intera flotta, con poche eccezioni, fu autoaffondata dagli equipaggi il 21 giugno 1919 su ordine del suo comandante, contrammiraglio Ludwig von Reuter.

#### Navi corsare
Nel 1916 la battaglia dello Jutland dimostrò che la flotta tedesca d'alto mare era talmente potente da sfidare anche la Royal Navy, con la sua flotta metropolitana (Home Fleet). I tedeschi, con l'efficienza delle loro artiglierie e la robustezza delle loro navi, inflissero colpi mortali alle navi inglesi, causando molte più perdite di quante ne subirono. Eppure né Hipper né il suo comandante Scheer compresero la portata del loro successo e si ritirarono verso le loro basi lasciando che la Home Fleet  facesse da padrona del Mare del Nord. La situazione strategica restò dunque la stessa, e per il resto della guerra non vi furono altre battaglie di tali proporzioni, la flotta tedesca rimase imbottigliata nel Baltico, come quella austriaca nell'Adriatico, svantaggiate dalla posizione strategica e dalla mancanza di basi oltremare. Nel frattempo gli eserciti si fronteggiavano nelle trincee, incapaci di prevalere in maniera decisiva l'uno contro l'altro. Non esisteva più la manovra e l'unica legge bellica che restava valida era quella del logoramento dell'avversario, fino a che una delle due parti non prevalesse sull'altra. L'Alleanza non avrebbe mai potuto, grazie soprattutto al cambio di schieramento dell'Italia (originariamente parte della Triplice Alleanza, per poi passare, dopo un anno di neutralità, con la Triplice intesa) che sovvertì i rapporti di forza anche in Mediterraneo, vincere la guerra sui mari. Ma se questi fossero stati interdetti alla navigazione dei convogli alleati, soprattutto dalle Americhe, allora forse l'Intesa avrebbe accusato il colpo e ceduto sul terreno di Francia e Italia contro gli Imperi centrali.
Per ottenere questo risultato, i tedeschi provarono tutto quello che all'epoca era tecnicamente possibile, e talvolta, arrivarono anche oltre, improvvisando con armi che avevano a che vedere più con la scaltrezza che con la potenza di fuoco.
Gli incrociatori leggeri e corazzati tedeschi, rimasti fuori dalla madrepatria dopo l'inizio della guerra e la caduta di alcune colonie oltremare, si diedero molto da fare per distruggere quante più navi possibile poterono, approfittando della iniziale scarsa organizzazione dei convogli, ma presto la reazione della Royal Navy le eliminò fino all'ultima nave, e dopo molti successi iniziali, di queste navi non restava più traccia sul mare già nella primavera del 1915. Alla fine di quell'anno, però, i tedeschi avevano in armamento altri cinque incrociatori, stavolta corsari, ovvero mercantili armati che contavano, con la scaltrezza e l'inventiva, di passare per innocue navi mercantili, forzare il blocco navale inglese e raggiungere gli oceani, facendo prendere le proprie tracce e combattendo poi le navi mercantili nemiche. Queste navi erano il Wolf, Il Möwe, il Meteor e il Cormoran. L'ultima e più piccola era il Seeadler.

## Gradi
Ufficiali
| Codice NATO | OF-10   | OF-8        | OF-7          | OF-6            | OF-5             | OF-4             | OF-3            | OF-2                 | OF-1             | OF-1                 | OF(D)            | OF(D)     | Allievo ufficiale |
| ----------- | ------- | ----------- | ------------- | --------------- | ---------------- | ---------------- | --------------- | -------------------- | ---------------- | -------------------- | ---------------- | --------- | ----------------- |
|             |         |             |               |                 |                  |                  |                 |                      |                  |                      |                  |           |                   |
| Großadmiral | Admiral | Vizeadmiral | Konteradmiral | Kapitän zur See | Fregattenkapitän | Korvettenkapitän | Kapitänleutnant | Oberleutnant zur See | Leutnant zur See | Oberfähnrich zur See | Fähnrich zur See | Seekadett | Seekadett         |

Sottufficiali e comuni
| Codice NATO                               | OR-9                                                          | OR-8                                          | OR-8                        | OR-5     | OR-4 | OR-4              | OR-2                   | OR-1    | OR-1 |
| ----------------------------------------- | ------------------------------------------------------------- | --------------------------------------------- | --------------------------- | -------- | ---- | ----------------- | ---------------------- | ------- | ---- |
|                                           |                                                               |                                               |                             |          |      |                   |                        |         |      |
| Deckoffiziere als Offizier-Stellvertreter | Oberdeckoffizier Oberbootsmann Obersteuermann Oberfeuerwerker | Deckoffizier Bootsmann Steuermann Feuerwerker | Vicefeldwebel und Feldwebel | Obermaat | Maat | Matrosengefreiter | Einjährig-Freiwilliger | Matrose |      |